# Novoselija

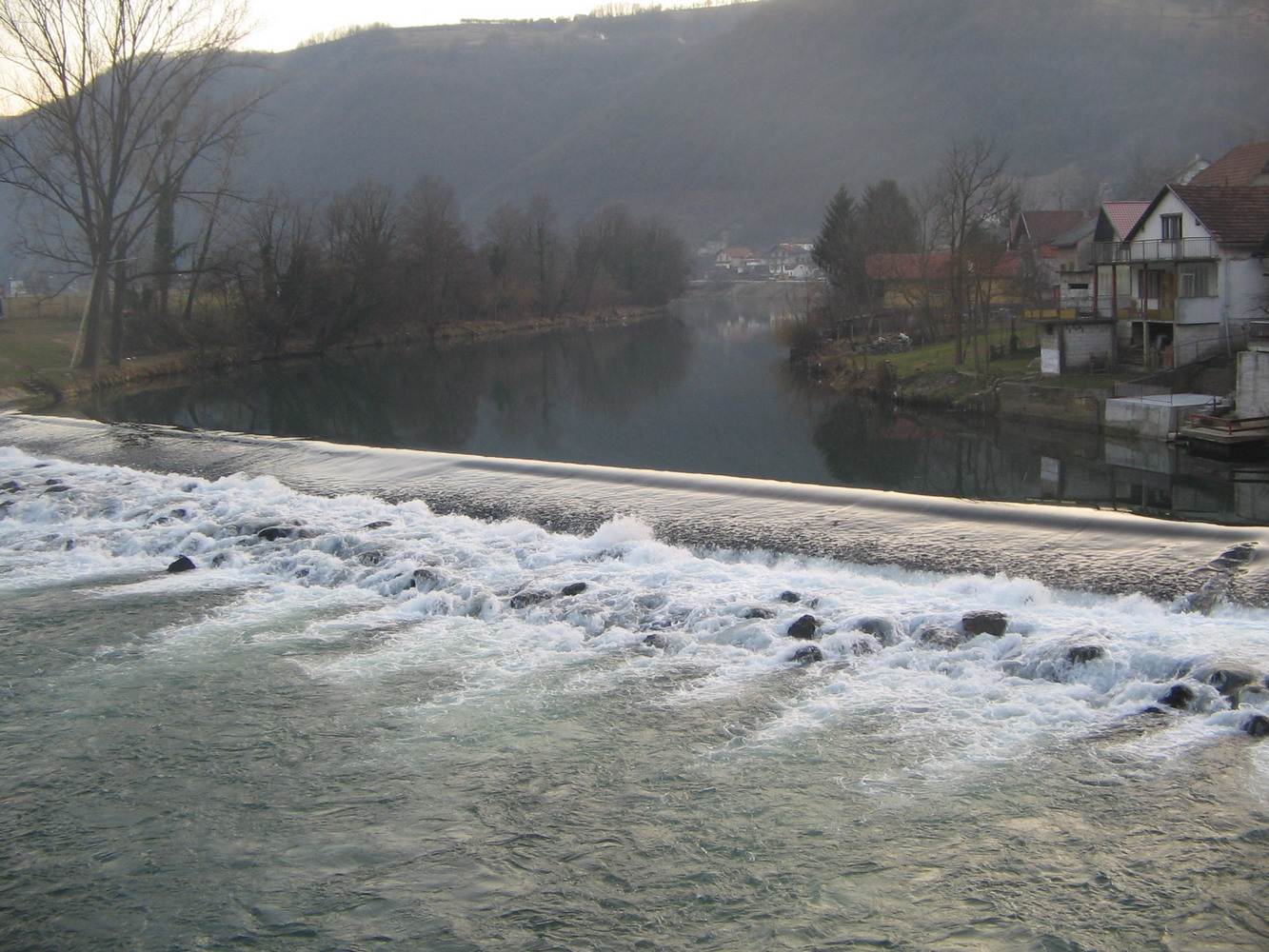
Le Vrbas à Novonaselija

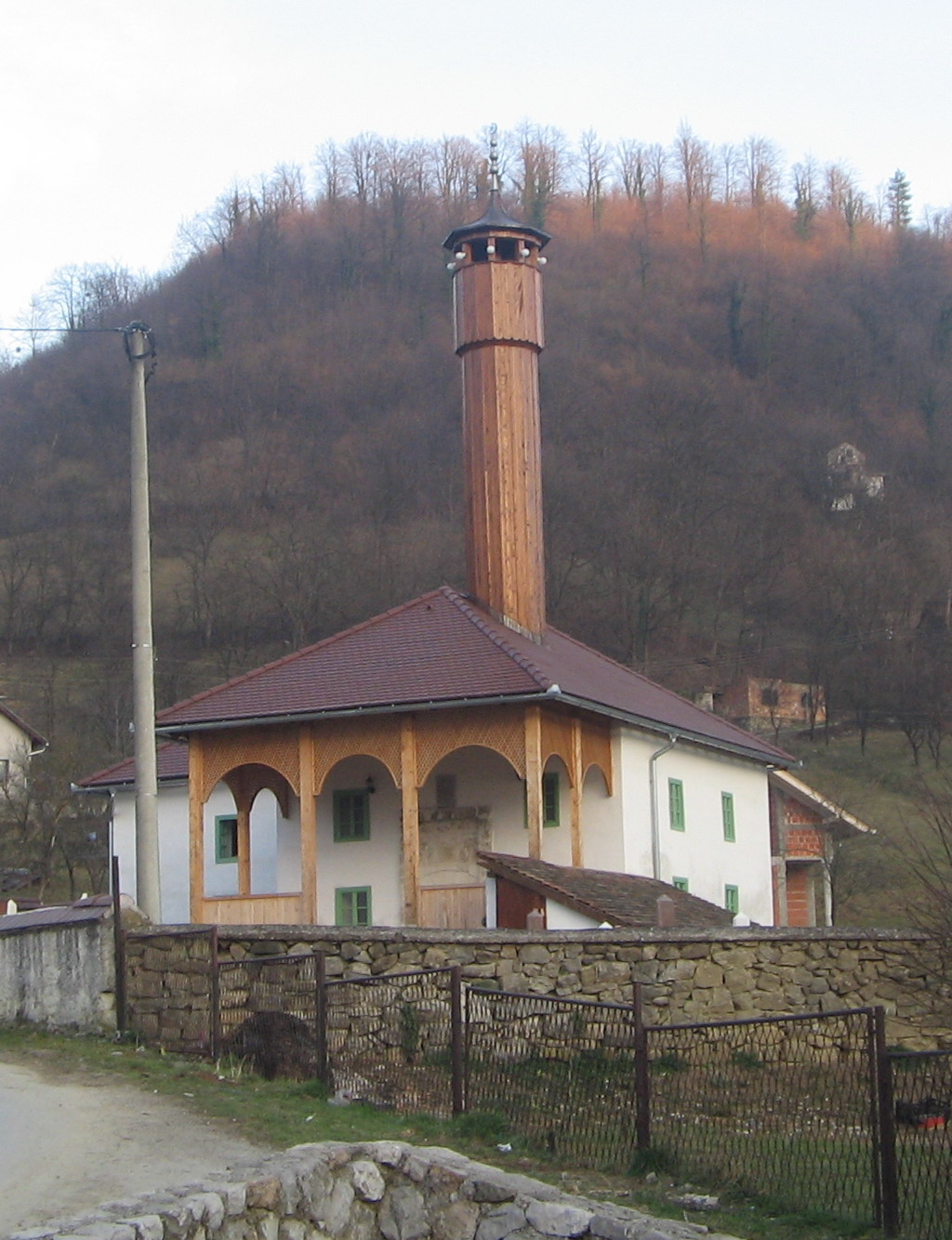
La mosquée de Behram-beg

Novoselija (en serbe cyrillique : Новоселија) est un faubourg de Banja Luka, la capitale de la république serbe de Bosnie, Bosnie-Herzégovine.

## Localisation
Novoselija est située au sud du centre ville de Banja Luka. Le faubourg est traversé par le Vrbas et est ainsi composé de deux parties, Desna Novoselija sur la rive droite et Lijeva Novonaselija sur la rive gauche.

## Caractéristiques
Novoselija abrite l'école élémentaire Milan Rakić, ainsi que plusieurs mosquées : la mosquée de Behram-beg construite en 1560, la mosquée de Hadži Mustaj, édifiée en 1570, la mosquée de Hadži Kurt, qui date du XVIIe siècle ou la mosquée de Hadži Zulfikar (ou Hadži Tulekova) édifiée en 1760.